# John Decker

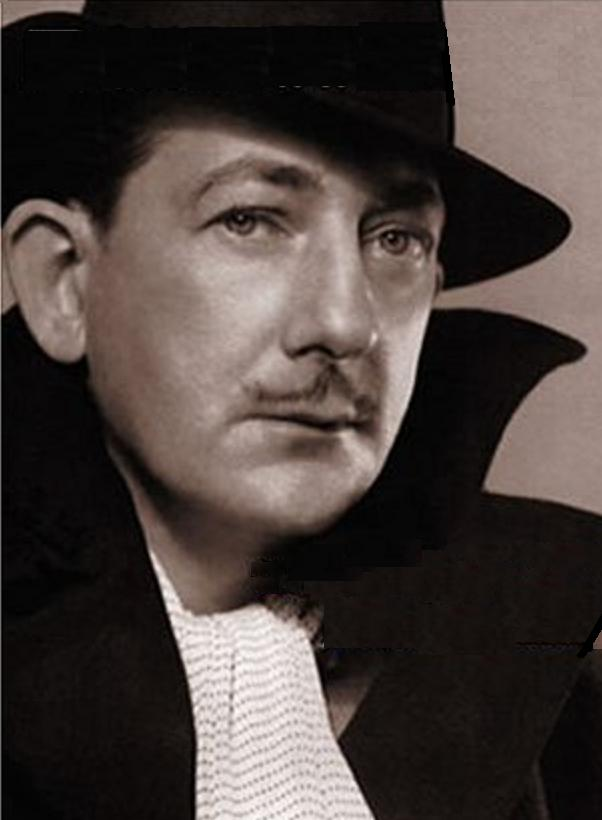
Leopold von der Decken änderte seinen Namen in John Decker

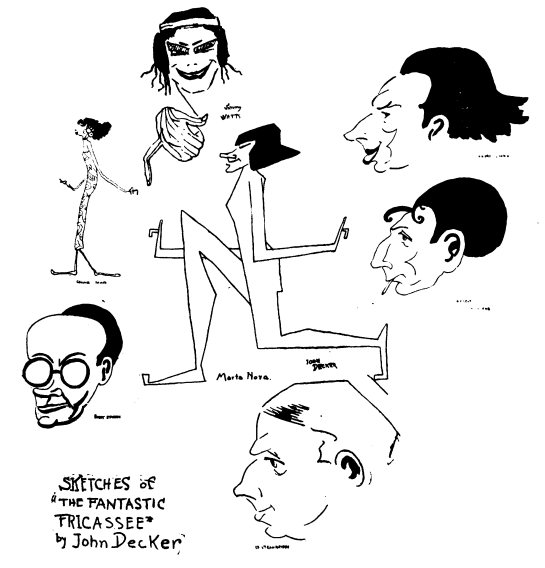
Karikaturen in Greenwich Village Quill (1922)

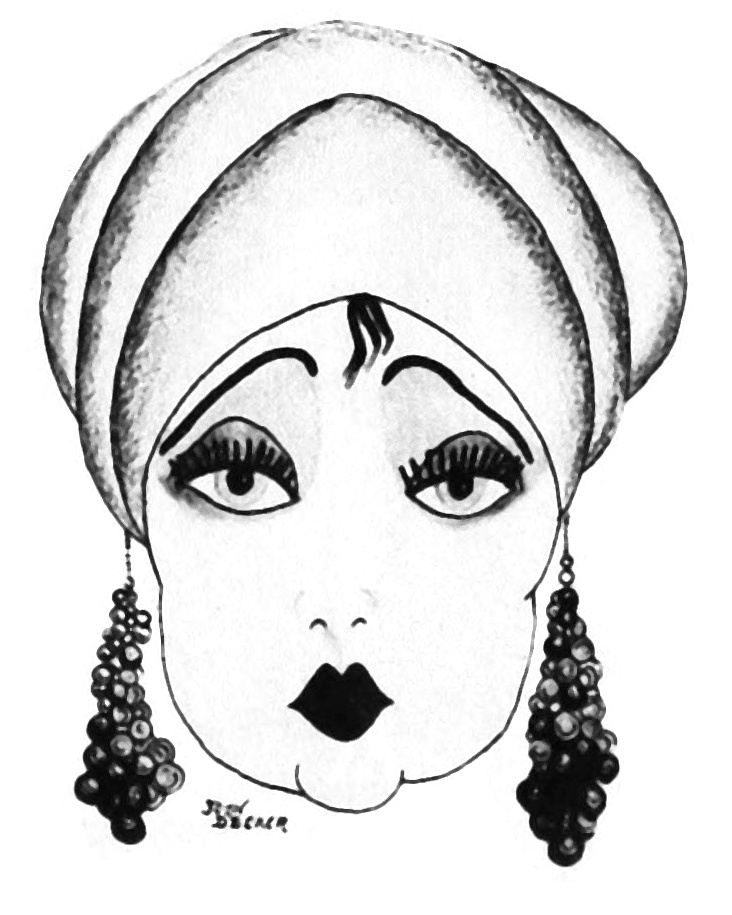
Karikatur von Betty Blythe von John Decker

John Decker, Geburtsname: Leopold Wolfgang von der Decken oder Leopold Wolfgang Avenarius, (* 8. November 1895 in Berlin; † 8. Juni 1947 in Hollywood) war Maler, Bühnenbildner und Karikaturist im Hollywood der 1930er- und 1940er-Jahre.

## Herkunft
Johns Ur-Urgroßvater Graf Friedrich von der Decken kaufte 1817 das Schloss Ringelheim bei Salzgitter, drei Güter und den Wald um die Bodensteiner Klippen am Hainberg. Sein ganzer Besitz wurde ein Familienfideikommiss. Den Grafentitel erhielt Friedrich für seine Dienste in der Königlich deutschen Legion während der Napoleonischen Kriege.
Johns Großvater väterlicherseits, Graf Georg von der Decken, war Mitglied im Deutschen Reichstag und Künstler, wie später sein Enkel. Georg malte großformatige Ölbilder von seinem Schloss und Gemälde für die benachbarte Kirche. Er schuf auch große Holzskulpturen.
Sein Vater, Graf Ernst August von der Decken (1867–1934), wuchs auf dem Schloss Ringelheim bei Salzgitter auf. Er verzichtete auf sein Erbe und wurde Reporter für britische und deutsche Zeitungen. Johns Mutter Maria Anna Avenarius (1865–1918) war Opernsängerin in Berlin, sie sang dort und in Bayreuth Wagner-Opern. Ihr Vater Ferdinand Avenarius war Schauspieler.  Die Eltern John Deckers lernten sich in der Oper in Berlin und in Bayreuth kennen. Sie wanderten 1897 nach London aus und heirateten 1898 in Greenwich.

## Leben
Als Jugendlicher lebte er in London. Er malte Bühnenbilder für verschiedene Theater. Zu Beginn des Ersten Weltkriegs wurde er als Enemy Alien auf der Isle of Man interniert. 1921 emigrierte er in die USA und nahm den Namen John Decker an. In New York arbeitete er bis 1928 als Karikaturist für die Zeitung New York World, danach ging er nach Hollywood und betätigte sich dort weiter als Künstler. Viele Filmstars wie Anthony Quinn, Clark Gable, Errol Flynn, Charlie Chaplin, Greta Garbo, Mickey Rooney und die Marx Brothers erlaubten Decker, ein Porträt von ihnen zu malen. Viele seiner Werke wurden in Filmen verwendet, so waren etwa die Gemälde des frustrierten Künstlers in Fritz Langs Film Straße der Versuchung (1945) von ihm. Eines seiner bekanntesten Gemälde, das seinen Freund und Trinkgefährten W.C. Fields als Queen Victoria darstellte, hing mehrere Jahre im Restaurant Chasen's in West Hollywood. John Decker starb am 8. Juni 1947.

## Wandmalereien
The Silver Screen, Karikaturstudien von Hollywood Schauspielerinnen und Schauspielern der 1920er und 1930er als Wandmalerei 1941:

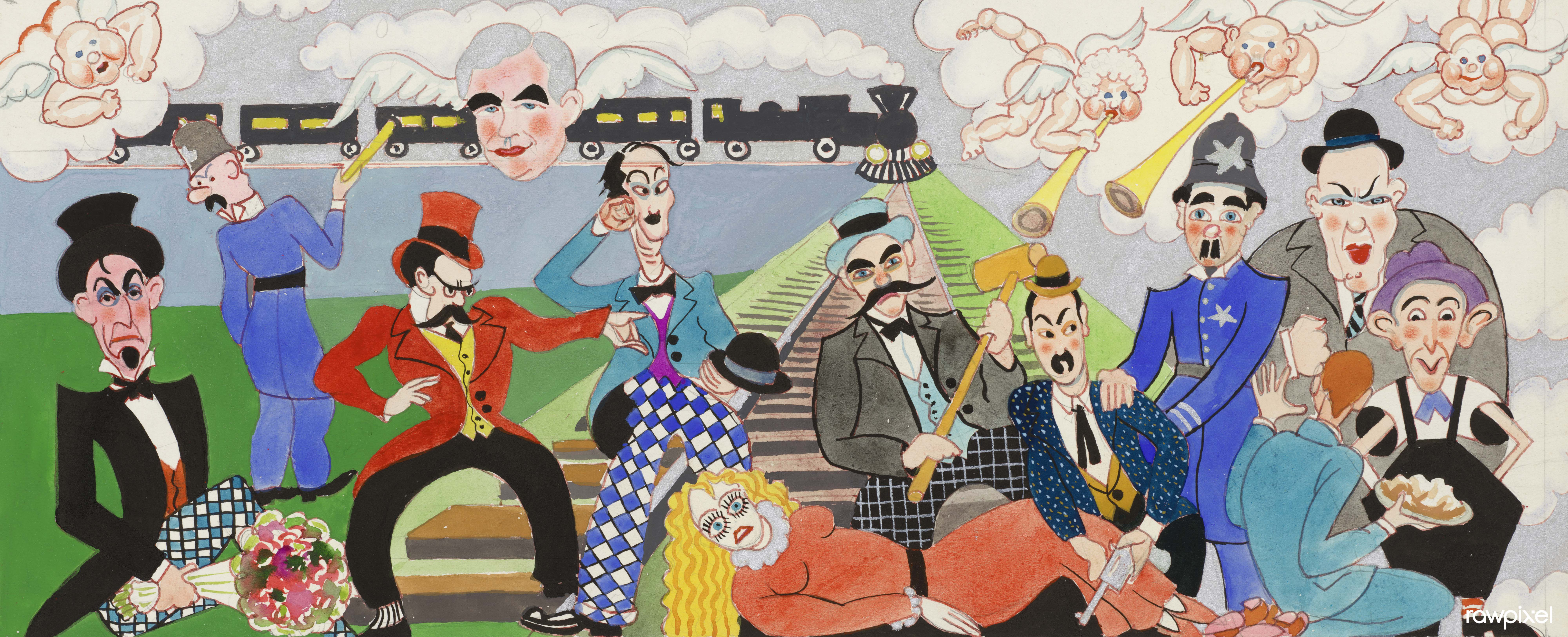
Ford Sterling, Ben Turpin, Mack Sennett, Pearl White, Chester Conklin, Paul Panzer, und mehr
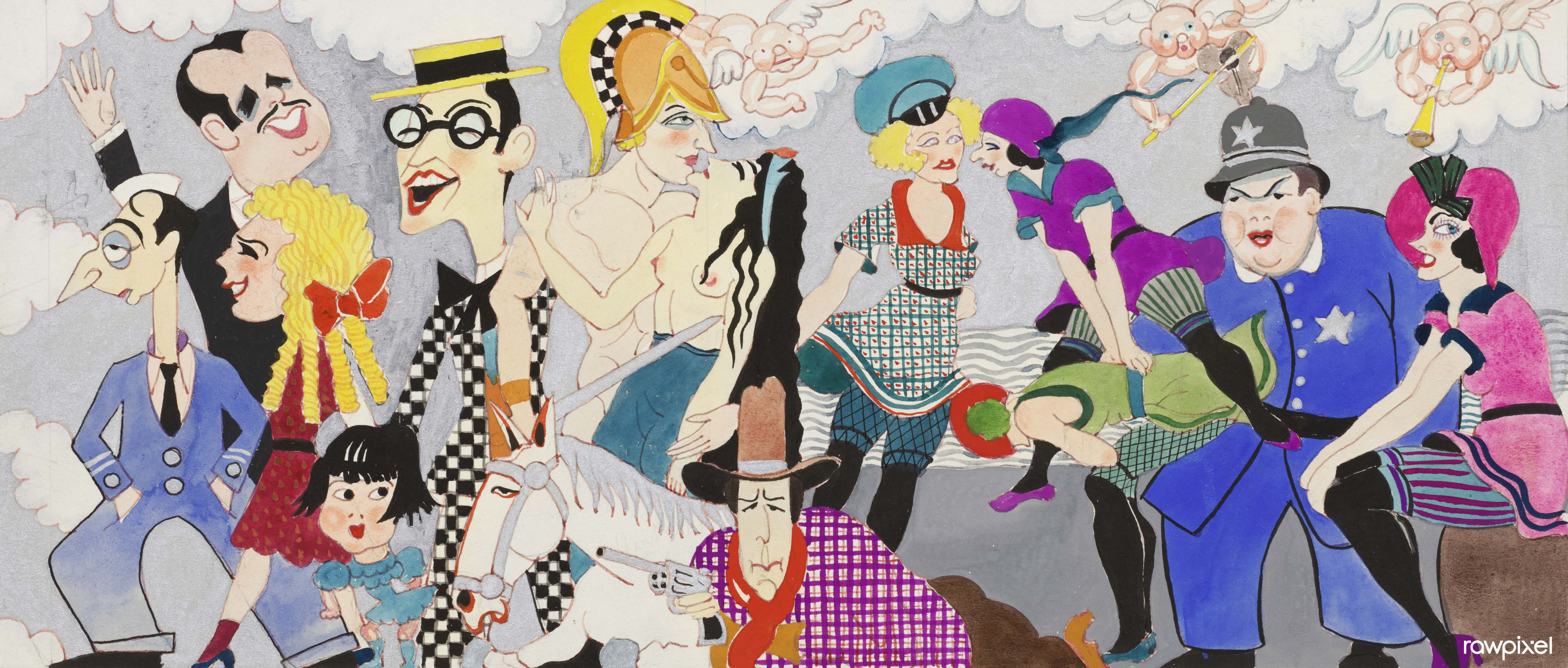
Buster Keaton, Douglas Fairbanks senior, Mary Pickford, Harold Clayton Lloyd, Francis X. Bushman, Carmel Myers, William S. Hart, Gloria Swanson, Roscoe Arbuckle, und Peggy Montgomery
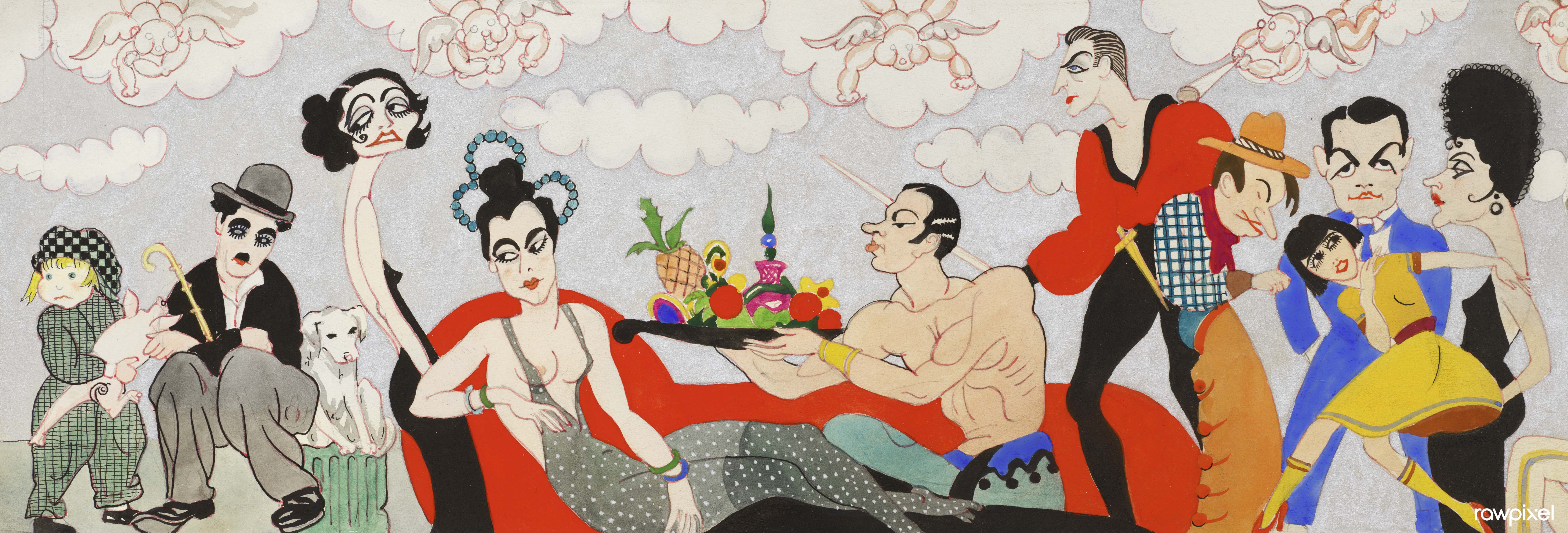
Charles Chaplin, Jackie Coogan, John Barrymore, Will Rogers, Colleen Moore, Chester Morris, Rod La Rocque, und Nita Naldi
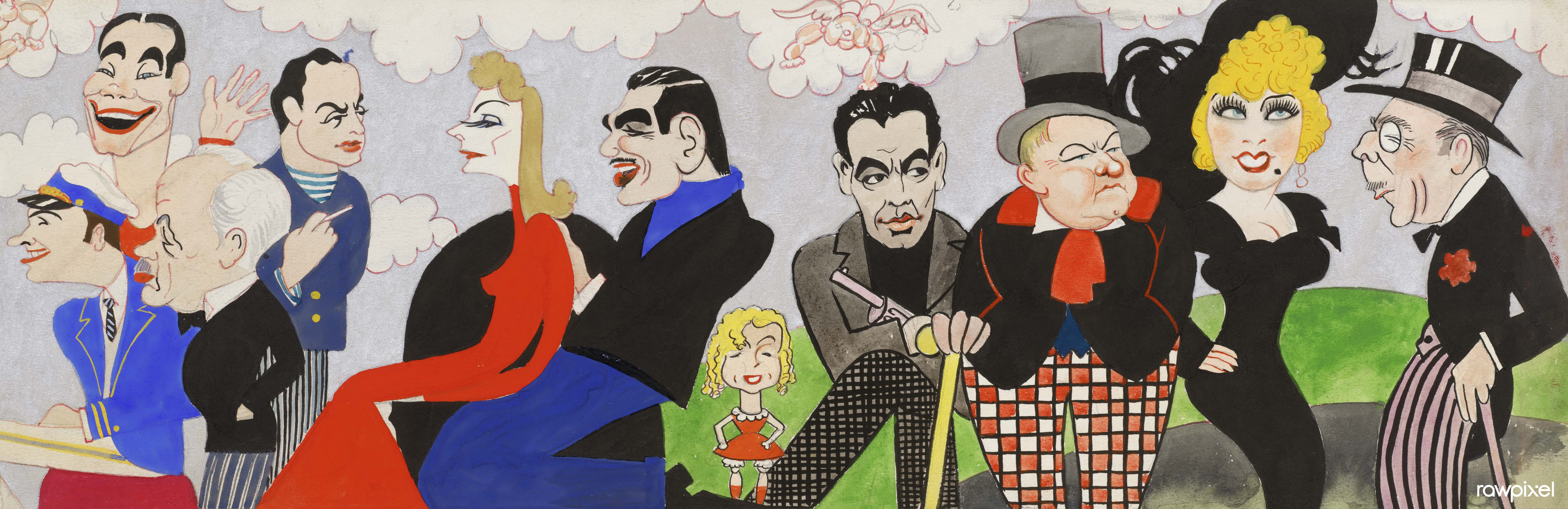
Bob Hope, Joe E. Brown, Charles Winninger, Charles Boyer, Greta Garbo, Clark Gable, Shirley Temple, Humphrey Bogart, William Claude Fields, Mae West, und Roland Young

## Werke
- Harmony. Das Porträt von drei Sängern ist ein Ölbild von John Decker. Dort sind noch zwei weitere Ölbilder von John Decker.
- Porträt von Harpo Marx im Stil von Gainsborough's The Blue Boy verkauft auf einer Auktion 2013
- Eine Gouache-Studie für eins der Wandbilder mit bunten Karikaturen berühmter Filmschauspieler für das 'Wilshire Bowl Restaurant' – John Decker 1941
- Fünf Werke in der National Portrait Gallery Smithsonian darunter die vier Studien für Wandbilder mit bunten Karikaturen berühmter Filmschauspieler
- Weiteres Material über John Decker in der National Portrait Gallery
- Porträt von Anthony Quinn gemalt von John Decker 1943 – Anthony Quinn Sammlung der Texas Tech University
- Porträt von John Wayne Ölbild 1945, verkauft auf einer Auktion 2011 für $71,700.00
- Porträt von John Wayne, Kathrine Hepburn und drei weitere Werke
- Lady of Brute Force. Porträt einer Frau von John Decker 1947